# MPEG-H
MPEG-H Es un grupo de estándares desarrollado por la ISO/IEC Grupo de Expertos de Imágenes en Movimiento (MPEG) para un Contenedor digital estándar, que incluye un estándar de compresión de vídeo, un estándar de compresión de audio, y dos estándares de pruebas del cumplimiento. 
El grupo de estándares es formalmente conocido como ISO/IEC  23008 - Codificación de alta eficacia y distribución de medios de comunicación en entornos heterogéneos.

## Partes del estándar
MPEG-H Consta de las siguientes partes:
- MPEG-H Parte 1:  MPEG transporte de medios (MMT) – Es un formato similar al Protocolo de Transporte de tiempo Real de distribución de medios de comunicación que es adaptable a diferentes redes.[7]
- MPEG-H Parte 2:  Codificación de Vídeo de Eficacia Alta (desarrollado junto al Grupo de Expertos de Codificación de Vídeo ITU-T ) – Es un estándar de compresión del vídeo que dobla la proporción de compresión comparado al H.264/MPEG-4 AVC y puede soportar resoluciones de hasta 8192×4320.[8][9][10]
- MPEG-H Parte 3:  3D Audio – Es un estándar de compresión para audio 3D, que soporta hasta 128 canales de codificacion y 64 de salida.
- MPEG-H Parte 4:  MMT Software de Referencia
- MPEG-H Parte 5:  HEVC Software de Referencia
- MPEG-H Parte 6:  3D Audio Software de Referencia
- MPEG-H Parte 7:  MMT Conformance Testaje
- MPEG-H Parte 8:  HEVC Conformance Testaje
- MPEG-H Parte 9:  3D Audio Conformance Testaje
- MPEG-H Parte 10: MMT FEC Códigos
- MPEG-H Parte 11: MMT Codificación de Composición
- MPEG-H Parte 12: Archivo de Imagen de Eficacia Alto el formato basado en el archivo de medios de comunicación de base de ISO formato
- MPEG-H Parte 13: MMT Directrices de Implementación

## Certificaciones en ISO/IEC MPEG
No existe una certificación nacional o internacional específica con la denominación ISO/ IEC MPEG, ya que estos se implementan a través de pruebas y evaluaciones técnicas para garantizar la compatibilidad y eficiencia en la transmisión de contenido multimedia.
La norma ISO/IEC MPEG se refiere a una familia de estándares desarrollados por el Moving Picture Experts Group (MPEG), que es un grupo de trabajo dentro de la Organización Internacional de Normalización (ISO) y la Comisión Electrotécnica Internacional (IEC). Estos estándares están diseñados para la compresión y transmisión de audio y video, y no son una norma que requiera certificación en el sentido tradicional, como las normas ISO 9001 o ISO 14001.

## Razones por las que no existe una certificación nacional o internacional para la norma ISO/IEC MPEG
1. Naturaleza del estándar: MPEG es una familia de estándares técnicos para la compresión y transmisión de audio y video, no un estándar de gestión o calidad que requiera certificación. Estos estándares son utilizados para garantizar la compatibilidad y eficiencia en la transmisión de contenido multimedia.
2. Implementación y uso: La implementación de MPEG se realiza a través de software y hardware que cumplen con los estándares establecidos. No existe un proceso de certificación formal para los productos o sistemas que utilizan MPEG, ya que la conformidad se verifica a través de pruebas y evaluaciones técnicas.
3. Evolución continua: MPEG está en constante evolución, con nuevos estándares y mejoras continuas, como MPEG-4, MPEG-7, y MPEG-21. Esto significa que, en lugar de una certificación estática, los productos y sistemas deben adaptarse a las actualizaciones y mejoras del estándar.

## Seguridad
- MPEG como estándar técnico: El documento sobre conceptos básicos de MPEG describe su naturaleza como una familia de estándares para la compresión de audio y video, sin mencionar certificaciones formales.
- Implementación y uso de MPEG: La Wikipedia proporciona información sobre cómo MPEG se utiliza en diversas aplicaciones sin requerir certificación formal.
- Evolución de MPEG: La información sobre MPEG-4, MPEG-7, y MPEG-21 muestra cómo estos estándares evolucionan sin un proceso de certificación estándar.

## Véase
- Ultra alta definición (UHDTV).